# Schalk Brits
Schalk Burger Brits (Empangeni, 16 maggio 1981) è un ex rugbista a 15 sudafricano, che giocava nel ruolo di tallonatore.
A livello internazionale vanta 15 presenze, due delle quali come capitano, con il Sudafrica con cui ha vinto la Coppa del Mondo di rugby 2019

## Biografia
Cresciuto nel Western Province, debuttò ad alto livello nel 2005 dopo il passaggio alla squadra provinciale di Johannesburg dei Golden Lions e il relativo passaggio alla franchise in Super Rugby dei Lions; nel 2006, dopo solo una stagione, tornò a Città del Capo.
Nel 2008 esordì a Città del Capo contro l'Italia nel corso del tour di metà anno della squadra azzurra; l'anno successivo lasciò il Sudafrica per trasferirsi in Inghilterra ai Saracens.
Dopo un prestito di cortesia agli Stormers per disputare la semifinale di Super Rugby 2011, tornò in pianta stabile al Saracens, con cui vinse tre campionati tra il 2015 e il 2018, due Champions Cup consecutive nel 2016 e 2017 e una Coppa Anglo-Gallese nel 2015.
Dopo una pausa di quattro anni, Brits aveva ritrovato la Nazionale nel 2012; riconvocato nel 2014, anno in cui disputò due incontri, nel 2015 fu richiamato per il Championship e, a seguire, per la Coppa del Mondo 2015 in Inghilterra, conclusa al terzo posto finale.
Quattro anni più tardi, dopo avere posticipato di una stagione il suo ritiro, originariamente annunciato per il 2018, fu convocato per la Coppa del Mondo 2019 in Giappone, durante la quale fu schierato come capitano.
Dopo la vittoria nella competizione giunse il ritiro definitivo.
Tra il 2007 e il 2018, Brits ricevette otto inviti dai Barbarians, tra le quali quella contro i British Lions in preparazione al loro tour del 2013.
Nel 2014 affrontò il Sudafrica vestendo la maglia della selezione World XV.

## Palmarès
- Coppe del mondo: 1
Sudafrica: 2019
- Rugby Championship: 1
Sudafrica: 2019
- Premiership: 4
Saracens: 2010-11, 2014-15, 2015-16, 2017-18
- Champions Cup: 2
Saracens: 2015-16, 2016-17
- Coppe Anglo-Gallesi: 1
Saracens: 2014-15